# 高芳
高芳（1557年—1584年），字孟遠，號仰斋，河南南陽府裕州葉縣人，民籍，明朝政治人物。

## 生平
萬曆四年（1576年）丙子科河南鄉試第五十三名，萬曆八年（1580年）庚辰科會試第二百三十九名，登三甲第五十七名進士。吏部觀政，本年养病，丁憂。十二年授户部主事，本年养病，卒。

## 家族
曾祖高蘭；祖父高堂；父高士登，曾任州判官。母王氏；前母董氏；繼母王氏。